# Vecquemont
Vecquemont est une commune française située dans le département de la Somme, en région Hauts-de-France.

## Géographie

### Localisation
Vecquemont est presque enclavée dans le village de Daours. Elle n'est bordée que par trois communes : Daours, Blangy-Tronville et Lamotte-Brebière.
Le territoire communal est étiré : il ne mesure qu'un kilomètre dans sa plus grande largeur, sur quatre kilomètres de longueur.

### Nature du sol et du sous-sol
On distingue deux ensembles géomorphologiques en ce qui concerne le territoire communal. Le sol de la vallée est de nature tourbeuse datant du quaternaire. Le reste du territoire est de formation secondaire avec le lœss jaunâtre ou le limon des plateaux ou terre à brique recouvrant un lit de silex.

### Relief, paysage, végétation
Le plateau descend en pente douce vers la Somme. L'altitude ne dépasse pas 21 m.

### Hydrographie

#### Réseau hydrographique
La commune est située dans le bassin Artois-Picardie. Elle est drainée par la Somme canalisée, le bras de décharge aval rd ecl 15 Daours de vanne bras de décharge au canal de la Somme et un autre petit cours d'eau.
Le canal de la Somme, construit entre 1770 et 1827, et mis au gabarit Freycinet en 1880, est long 170 km. Il débute à Saint-Simon où il touche au canal de Saint-Quentin et débouche dans la baie de Somme.

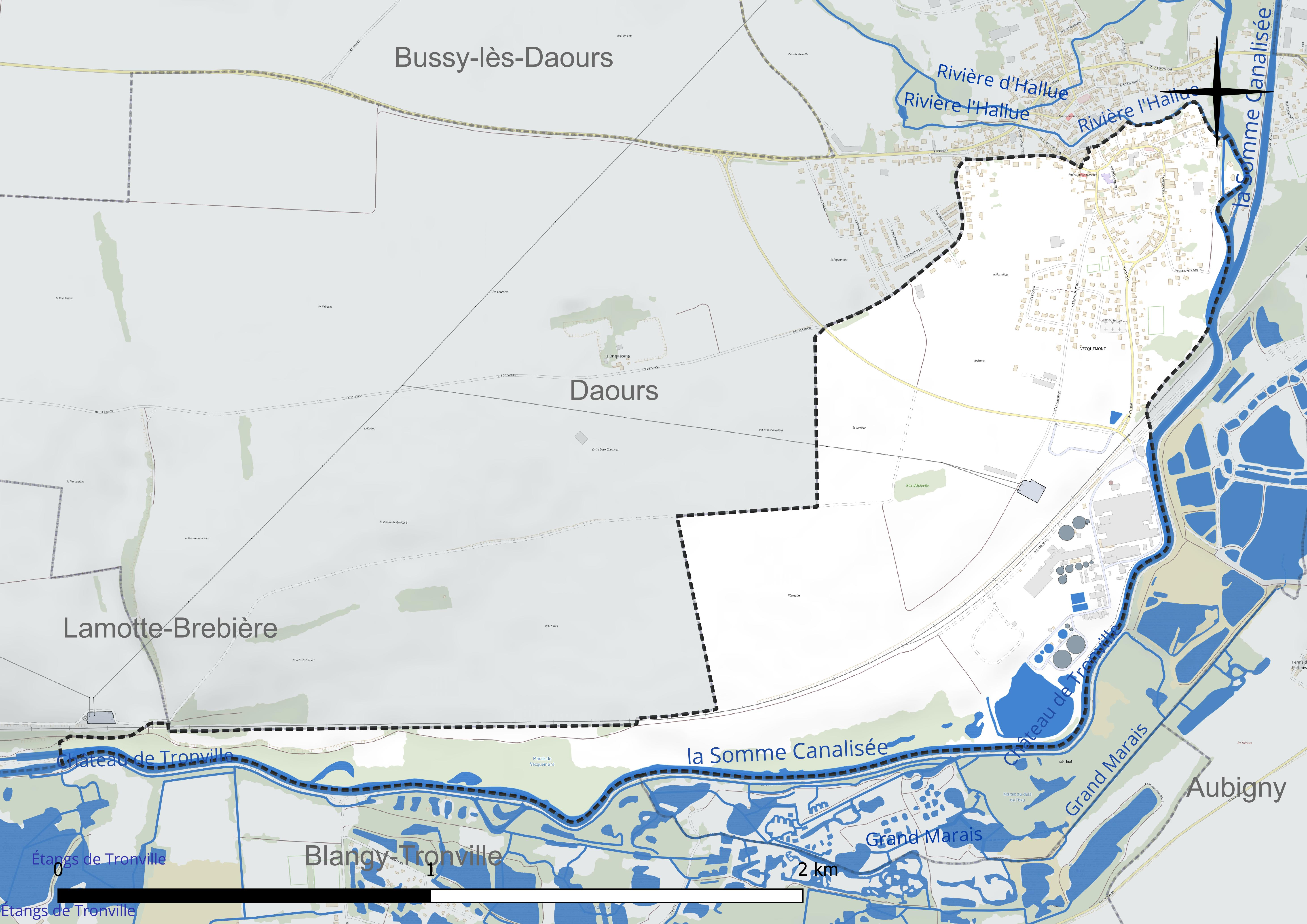
Réseau hydrographique de Vecquemont.

#### Gestion et qualité des eaux
Le territoire communal est couvert par le schéma d'aménagement et de gestion des eaux (SAGE) « Somme aval et Cours d'eau côtiers ». Ce document de planification concerne un territoire de 1 835 km2 de superficie, délimité par le bassin versant de la Somme canalisée. Le périmètre a été arrêté le 29 avril 2010 et le SAGE proprement dit a été approuvé le 6 août 2019. La structure porteuse de l'élaboration et de la mise en œuvre est le syndicat mixte d'aménagement hydraulique du bassin versant de la Somme (AMEVA).
La qualité des cours d'eau peut être consultée sur un site dédié géré par les agences de l'eau et l'Agence française pour la biodiversité.

### Climat
Pour des articles plus généraux, voir Climat des Hauts-de-France et Climat de la Somme.
En 2010, le climat de la commune est de type climat océanique dégradé des plaines du Centre et du Nord, selon une étude du CNRS s'appuyant sur une série de données couvrant la période 1971-2000. En 2020, Météo-France publie une typologie des climats de la France métropolitaine dans laquelle la commune est exposée à un climat océanique et est dans la région climatique Nord-est du bassin Parisien, caractérisée par un ensoleillement médiocre, une pluviométrie moyenne régulièrement répartie au cours de l'année et un hiver froid (3 °C).
Pour la période 1971-2000, la température annuelle moyenne est de 10,5 °C, avec une amplitude thermique annuelle de 14,2 °C. Le cumul annuel moyen de précipitations est de 683 mm, avec 11,2 jours de précipitations en janvier et 8,3 jours en juillet. Pour la période 1991-2020, la température moyenne annuelle observée sur la station météorologique la plus proche, située sur la commune de Glisy à 4 km à vol d'oiseau, est de 11,1 °C et le cumul annuel moyen de précipitations est de 646,6 mm,. Pour l'avenir, les paramètres climatiques de la commune estimés pour 2050 selon différents scénarios d'émission de gaz à effet de serre sont consultables sur un site dédié publié par Météo-France en novembre 2022.
| Mois                                  | jan.           | fév.             | mars          | avril         | mai             | juin           | jui.           | août           | sep.           | oct.            | nov.            | déc.             | année      |
| ------------------------------------- | -------------- | ---------------- | ------------- | ------------- | --------------- | -------------- | -------------- | -------------- | -------------- | --------------- | --------------- | ---------------- | ---------- |
| Température minimale moyenne (°C)     | 1,6            | 1,6              | 3,4           | 5,1           | 8,4             | 11,4           | 13,4           | 13,3           | 10,7           | 8               | 4,7             | 2,2              | 7          |
| Température moyenne (°C)              | 4,2            | 4,7              | 7,5           | 10,1          | 13,5            | 16,5           | 18,7           | 18,7           | 15,6           | 11,8            | 7,6             | 4,7              | 11,1       |
| Température maximale moyenne (°C)     | 6,7            | 7,8              | 11,5          | 15,2          | 18,5            | 21,6           | 23,9           | 24             | 20,5           | 15,6            | 10,5            | 7,1              | 15,2       |
| Record de froid (°C) date du record   | −14,6 10.01.09 | −12,7 07.02.1991 | −10 04.03.05  | −3,9 08.04.03 | −1,2 07.05.1997 | 0,1 05.06.1991 | 4,5 04.07.1990 | 5,2 08.08.1990 | 1,1 27.09.1990 | −5,4 30.10.1997 | −9,5 24.11.1998 | −13,5 29.12.1996 | −14,6 2009 |
| Record de chaleur (°C) date du record | 15,8 09.01.15  | 19,4 24.02.1990  | 24,1 31.03.21 | 26,7 19.04.18 | 31,5 27.05.05   | 36 27.06.11    | 41,7 25.07.19  | 38,1 10.08.03  | 34,2 15.09.20  | 28 10.10.23     | 20,7 07.11.15   | 17,1 07.12.00    | 41,7 2019  |
| Ensoleillement (h)                    | 637            | 865              | 1 469         | 2 063         | 2 027           | 2 203          | 224            | 1 881          | 168            | 1 169           | 711             | 665              | 17 609     |
| Précipitations (mm)                   | 48,8           | 45               | 45,3          | 39,4          | 55,9            | 54,6           | 58,9           | 59,9           | 48,4           | 57,7            | 60,4            | 72,3             | 646,6      |

## Urbanisme

### Typologie
Au 1er janvier 2024, Vecquemont est catégorisée bourg rural, selon la nouvelle grille communale de densité à sept niveaux définie par l'Insee en 2022.
Elle est située hors unité urbaine. Par ailleurs la commune fait partie de l'aire d'attraction d'Amiens, dont elle est une commune de la couronne,. Cette aire, qui regroupe 369 communes, est catégorisée dans les aires de 200 000 à moins de 700 000 habitants,.

### Occupation des sols
L'occupation des sols de la commune, telle qu'elle ressort de la base de données européenne d'occupation biophysique des sols Corine Land Cover (CLC), est marquée par l'importance des territoires agricoles (54,6 % en 2018), en diminution par rapport à 1990 (61,7 %). La répartition détaillée en 2018 est la suivante : 
terres arables (45,3 %), zones urbanisées (16,6 %), zones humides intérieures (15,5 %), zones industrielles ou commerciales et réseaux de communication (13,3 %), prairies (4,9 %), zones agricoles hétérogènes (4,4 %), eaux continentales (0,1 %). L'évolution de l'occupation des sols de la commune et de ses infrastructures peut être observée sur les différentes représentations cartographiques du territoire : la carte de Cassini (XVIIIe siècle), la carte d'état-major (1820-1866) et les cartes ou photos aériennes de l'IGN pour la période actuelle (1950 à aujourd'hui).

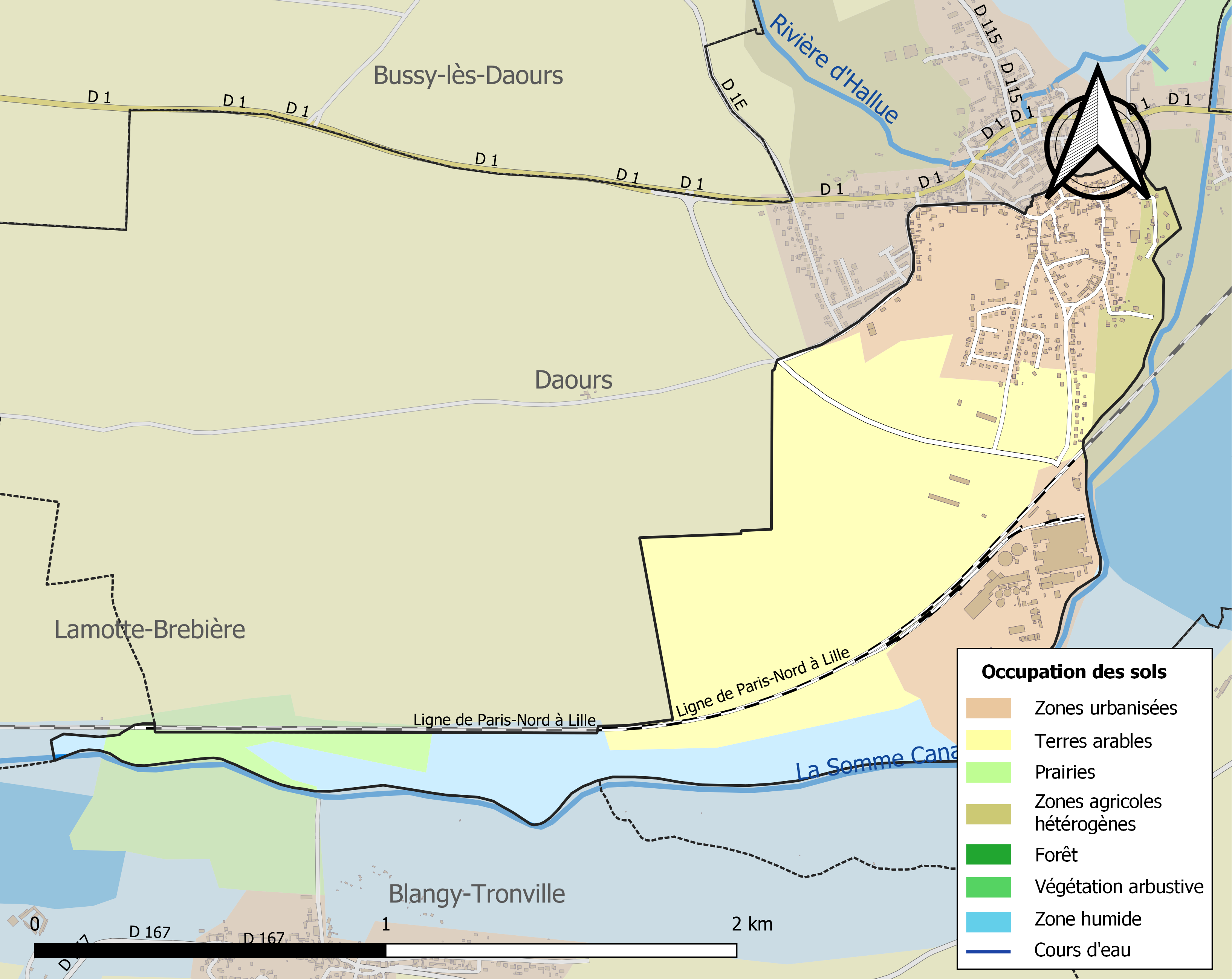
Carte des infrastructures et de l'occupation des sols de la commune en 2018 (CLC).

### Habitat
La commune présente un habitat groupé et ne forme qu'une seule agglomération avec le village de Daours. Des lotissements de maisons individuelles ont vu le jour dans les années 1970-1980.

## Toponymie
Un cartulaire du chapitre nous fournit Veschemonz en 1153.
Dans un cartulaire de Saint-Laurent, de la même année, 1153, Vesquemont est relevé.
Evesquemont aurait pu signifier maison, village de l'évêque.

## Histoire

### Antiquité
Les tourbières du village ont permis de découvrir des objets antiques : monnaies, poteries...

### Moyen Âge
En 1153, le village accorde un droit de pâturage pour les animaux des habitants de Camon.
Dom Grenier nous apprend que le seigneur de Vecquemont et de Daours, Baudouin, participa à la bataille de Bouvines, en 1214.

### Époque moderne
En 1668, le sieur de Longueval achète le village aux seigneurs de Picquigny.

### Époque contemporaine
Les communes de Vecquemont, Daours et Bussy ont mis cinquante années pour régler leurs problèmes de partage des marais après la Révolution.
Au lieu-dit le Fort, un moulin à eau est signalé sur divers bras de la Somme. Il est cependant disparu à la fin du XIXe siècle.
Des fouilles permettraient peut-être de découvrir à quoi correspondent les ruines découvertes en 1872, au lieu-dit le Templier.
En 1876, on abandonne l'exploitation de la tourbe.
En 1899, les revenus procurés par les marais permettent à la collectivité de ne pas avoir recours à l'imposition.

## Politique et administration
De 1790 à 1801, la commune relève de l'Administration et de la Justice de paix du canton de Querrieux.
En l'an VII et jusqu'au 10 germinal de l'an VIII (30 mars 1800), tous les mariages du canton sont prononcés au chef-lieu, conformément à l'article IV de la Loy du 13 fructidor de l'an VI (30 août 1798).
| Période                                  | Période                    | Identité            | Étiquette | Qualité                                                                          |
| ---------------------------------------- | -------------------------- | ------------------- | --------- | -------------------------------------------------------------------------------- |
| en cours en 1933                         |                            | Constant Bertout    |           |                                                                                  |
| Les données manquantes sont à compléter. |                            |                     |           |                                                                                  |
| mars 2001                                | 2014                       | Pierre Banach       |           |                                                                                  |
| 2014                                     | En cours (au 25 juin 2020) | Jean-Louis Bruxelle |           | Vice-président de la CC du Val de Somme (2014 → ) Réélu pour le mandat 2020-2026 |

## Population et société

### Démographie
L'évolution du nombre d'habitants est connue à travers les recensements de la population effectués dans la commune depuis 1793. Pour les communes de moins de 10 000 habitants, une enquête de recensement portant sur toute la population est réalisée tous les cinq ans, les populations de référence des années intermédiaires étant quant à elles estimées par interpolation ou extrapolation. Pour la commune, le premier recensement exhaustif entrant dans le cadre du nouveau dispositif a été réalisé en 2004.

En 2022, la commune comptait 540 habitants, en évolution de +0,37 % par rapport à 2016 (Somme : −1,26 %, France hors Mayotte : +2,11 %).
| 1793 | 1800 | 1806 | 1821 | 1831 | 1836 | 1841 | 1846 | 1851 |
| ---- | ---- | ---- | ---- | ---- | ---- | ---- | ---- | ---- |
| 224  | 251  | 253  | 247  | 264  | 291  | 306  | 321  | 286  |

| 1856 | 1861 | 1866 | 1872 | 1876 | 1881 | 1886 | 1891 | 1896 |
| ---- | ---- | ---- | ---- | ---- | ---- | ---- | ---- | ---- |
| 289  | 308  | 283  | 271  | 308  | 305  | 288  | 272  | 250  |

| 1901 | 1906 | 1911 | 1921 | 1926 | 1931 | 1936 | 1946 | 1954 |
| ---- | ---- | ---- | ---- | ---- | ---- | ---- | ---- | ---- |
| 221  | 225  | 219  | 228  | 198  | 204  | 212  | 216  | 223  |

| 1962 | 1968 | 1975 | 1982 | 1990 | 1999 | 2004 | 2006 | 2009 |
| ---- | ---- | ---- | ---- | ---- | ---- | ---- | ---- | ---- |
| 216  | 287  | 415  | 485  | 440  | 497  | 558  | 547  | 548  |

| 2014 | 2019 | 2022 | - | - | - | - | - | - |
| ---- | ---- | ---- | - | - | - | - | - | - |
| 542  | 544  | 540  | - | - | - | - | - | - |

### Enseignement
L'école de Vecquemont fait partie d'un regroupement pédagogique intercommunal (RPI) qui associe les écoles des communes de Vecquemont et d'Aubigny. Elle dépend de la zone B, de la circonscription Amiens 1, et de la direction des services départementaux de l'Éducation nationale de la Somme (DSDEN).
Pour l'année scolaire 2015-2016, les trois classes composées de 70 élèves de CE2, CM1 et CM2 sont situées à Vecquemont dans l'école primaire publique appelée L'école filante.

## Économie

### Activités économiques et de services
Vecquemont abrite un site de la société Roquette Frères : une féculerie de pomme de terre.

## Culture locale et patrimoine

### Lieux et monuments

#### Église Saint Martin
L'église Saint Martin, construite en pierre du pays sur une élévation de terrain, était jusqu'en 1865, entourée de son cimetière. Elle a été reconstruite à plusieurs époques, comme en témoignent les quatre colonnes du côté gauche de la nef qui supportent la voûte, alors que de l'autre côté cette voûte repose directement sur la muraille extérieure.
Une tour-clocher forme la façade ouest ; avec un médaillon à l'effigie de saint Martin, elle porte la date de 1633. À l'intérieur, elle constitue un porche dont la voûte en pierre supporte le local du sonneur.
L'abside semi-circulaire est éclairée par deux petites verrières percées dans la voûte. Les voûtes de l'abside et de la nef ne sont pas dans le même alignement, dénotant un décalage dans les périodes de construction ; celle de la nef est supportée par des entraits et poinçons.
Le dallage de la nef et du chœur, est en larges dalles de pierre.
Après l'abandon du cimetière, la translation des tombeaux dans le nouveau, ayant entraîné un abaissement du niveau du sol autour de l'église, un perron composé de quatre marches en grès, d'une plateforme en briques posées de champ et d'un mur de soutènement, ont été réalisés.
En 1994, d'importants travaux de consolidation et de restauration, ont été effectués.

### Héraldique
| Blason de Vecquemont | Blason  | D'azur au chevron d'or accompagné en chef de deux gerbes de blé du même liées de gueules et en pointe d'une vache d'or. |
| Blason de Vecquemont | Détails | Le blason de la commune de Vecquemont, adopté en 2013, s'inspire des armoiries des familles Vacquette de Fréchencourt et Le Quieu de Moyenneville seigneurs de Daours et Vecquemont au XVIIIe siècle. Le statut officiel du blason reste à déterminer. |

## Pour approfondir